# Glypta borealis
Glypta borealis är en stekelart som beskrevs av Cresson 1870. Glypta borealis ingår i släktet Glypta och familjen brokparasitsteklar. Inga underarter finns listade i Catalogue of Life.